# وادی فضه
وادی فضه (به عربی: وادي الفضة) یک شهرداری در الجزایر است که در استان الشلف واقع شده‌است. وادی فضه ۴۱٬۷۱۰ نفر جمعیت دارد و ۲۰۰–۲۳۰ متر بالاتر از سطح دریا واقع شده‌است.